# Claro Open Colsanitas 2017
Il Claro Open Colsanitas 2017 è stato un torneo femminile di tennis giocato sulla terra rossa. È stata la 20ª edizione del Claro Open Colsanitas, che fa parte della categoria International nell'ambito del WTA Tour 2017. Si è giocato al Centro De Alto Rendimento di Bogotà, in Colombia, dall'8 al 16 aprile 2017.

## Partecipanti

### Teste di serie
| Nazionalità | Giocatrice             | Ranking* | Testa di serie |
| ----------- | ---------------------- | -------- | -------------- |
| Paesi Bassi | Kiki Bertens           | 21       | 1              |
| Rep. Ceca   | Kateřina Siniaková     | 36       | 2              |
| Svezia      | Johanna Larsson        | 57       | 3              |
| Spagna      | Lara Arruabarrena      | 65       | 4              |
| Polonia     | Magda Linette          | 83       | 5              |
| Romania     | Patricia Maria Tig     | 85       | 6              |
| Russia      | Ekaterina Aleksandrova | 86       | 7              |
| Grecia      | Maria Sakkarī          | 91       | 8              |

* Ranking al 3 aprile 2017.

### Altre partecipanti
Le seguenti giocatrici hanno ricevuto una Wild card per il tabellone principale:
- Emiliana Arango
- Alyssa Mayo
- Francesca Schiavone

Le seguenti giocatrici sono passate dalle qualificazioni:

- Cindy Burger
- Fiona Ferro
- Beatriz Haddad Maia
- Conny Perrin
- Nadia Podoroska
- Jil Teichmann

## Punti
| Event     | V   | F   | SF  | QF | 2T | 1T   | Q    | Q3   | Q2   | Q1   |
| Singolare | 280 | 180 | 110 | 60 | 30 | 1    | 18   | 14   | 10   | 1    |
| Doppio    | 280 | 180 | 110 | 60 | 1  | N.D. | N.D. | N.D. | N.D. | N.D. |

## Montepremi
| Event     | V       | F       | SF      | QF    | 2T    | 1T    | Q3    | Q2   | Q1   |
| Singolare | 43 000$ | 21 400$ | 11 300$ | 5900$ | 3310$ | 1925$ | 1005$ | 730$ | 530$ |
| Doppio    | 12 300$ | 6400$   | 3435$   | 1820$ | 960$  | N.D.  | N.D.  | N.D. | N.D. |

## Campionesse

### Singolare
Francesca Schiavone ha sconfitto in finale  Lara Arruabarrena con il punteggio di 6-4, 7-5.
- È l'ottavo titolo in carriera della Schiavone, il primo della stagione.

### Doppio
Beatriz Haddad Maia /  Nadia Podoroska hanno sconfitto in finale  Verónica Cepede Royg /  Magda Linette con il punteggio di 6-3, 7–6(4).